# Guillermo Riveros
Guillermo Arturo Riveros Conejeros (ur. 10 lutego 1902 w Talcahuano, zm. 8 października 1959) – chilijski piłkarz grający na pozycji obrońcy.
Podczas kariery zawodniczej reprezentował barwy La Cruz FC. Był w składzie reprezentacji Chile na mistrzostwa świata 1930, a także rezerwowym graczem na igrzyskach olimpijskich w 1928 w Amsterdamie.